# Església dels Dolors (Girona)
L'Església dels Dolors és una església del municipi de Girona inclosa en l'Inventari del Patrimoni Arquitectònic de Catalunya.

## Descripció
Exteriorment l'edifici presenta una façana principal molt continguda a nivell formal. Únicament és visible la senzilla portalada de pedra i un remat en forma de frontó delimitat per una motllura del mateix material. És apreciable com s'englobà dins el volum general l'antic campanar del convent de la Mercè que presenta fàbrica de carreus. L'interior s'estructura en una sola nau.

## Història
Aquesta església era germana de la de la Mercè i en fou la successora. Donà cabuda a l'Ordre dels Servites que fomentaven l'establiment a les parròquies de la Congregació dels Dolors com a Tercera Ordre o com a Confraria. La fundació d'aquesta Congregació a Girona es realitzà l'any 1687. S'establí inicialment l'església de l'hospital de Santa Caterina, però varià el seu emplaçament diverses vegades. Així, el 1695 anà a Sant Felip Neri, el 1711 s'establí a l'església de Sant Josep dels Carmelites Descalços; a la capella de les monges Beates quan eren a la capella del carrer Nou. El 1731 s'integrà a l'església de la Mercè, al costat de la qual hi havia una casa que la Congregació ja havia comprat el 1699 per a convertir-la en capella pròpia. El dia 19 d'abril de 1732 el bisbe Bastero va beneir la primera pedra i onze anys més tard s'inaugurà solemnement per a celebrar-hi els cultes de la festa dels Dolors.
L'any 1835 els Mercedaris abandonaren el convent i l'església de la Mercè. Només es salvà per al culte l'església els dolors, en la qual va refugiar-se tot el culte a la Mercè.
A la cantonada del carrer Portal Nou hi ha una pedra esculpida amb un cor travessat per set espases i la data 1732. S'aprofità part de l'obra de fàbrica de la casa anterior.